# Urugwaj na Letnich Igrzyskach Olimpijskich 1924
Urugwaj na Letnich Igrzyskach Olimpijskich 1924 reprezentowało 26 zawodników (sami mężczyźni). Był to debiut reprezentacji Urugwaju na letnich igrzyskach olimpijskich.
Reprezentacja Urugwaju w piłce nożnej wygrywając całe zawody, zdobyła pierwszy w historii Urugwaju medal na igrzyskach. Najmłodszym zawodnikiem był bokser Manuel Esmoris (17 lat i 5 dni), a najstarszym piłkarz Ángel Romano (29 lata i 296 dni).
Urugwajczycy, oprócz piłki nożnej, rywalizowali również w boksie i szermierce. Ponadto jeden Urugwajczyk startował w Olimpijskim Konkursie Sztuki i Literatury.

## Zdobyte medale
| Medal | Zawodnik | Dyscyplina  | Konkurencja |
| ----- | --- | ----------- | ----------- |
| Złoto | José Leandro Andrade, Pedro Arispe, José Pedro Cea, Alfredo Ghierra, Andrés Mazali, José Nasazzi, José Naya, Pedro Petrone, Ángel Romano, Héctor Scarone, Humberto Tomassina, Santos Urdinarán, José Vidal, Alfredo Zibechi | Piłka nożna | mężczyźni   |

## Skład kadry

### Boks
Urugwaj reprezentowało 5 bokserów. Nie zdobyli oni żadnego medalu. Najbliżej tego wyczynu byli Manuel Esmoris i Julio Nicolari (odpadli w 1/8 finału).
| Kategoria wagowa | Zawodnik       | 1/16                          | 1/8                     | Ćwierćfinał          | Półfinał             | Finał                | Miejsce |
| ---------------- | -------------- | ----------------------------- | ----------------------- | -------------------- | -------------------- | -------------------- | ------- |
| waga musza       | Andrés Recalde | Gaetano Lanzi (porażka)       | odpadł z rywalizacji    | odpadł z rywalizacji | odpadł z rywalizacji | odpadł z rywalizacji | 17      |
| waga kogucia     | Mario González | Oscar Andrén (porażka)        | odpadł z rywalizacji    | odpadł z rywalizacji | odpadł z rywalizacji | odpadł z rywalizacji | 17      |
| waga piórkowa    | Manuel Esmoris | wolny los                     | Marcel Depont (porażka) | odpadł z rywalizacji | odpadł z rywalizacji | odpadł z rywalizacji | 9       |
| waga lekka       | Julio Nicolari | Ernests Gūtmanis (zwycięstwo) | Arnold Tholey (porażka) | odpadł z rywalizacji | odpadł z rywalizacji | odpadł z rywalizacji | 9       |
| waga lekka       | Liberto Corney | Chris Graham (porażka)        | odpadł z rywalizacji    | odpadł z rywalizacji | odpadł z rywalizacji | odpadł z rywalizacji | 17      |

### Piłka nożna
Urugwaj reprezentowało 14 piłkarzy, którzy wygrali zawody w piłce nożnej, i tym samym zdobyli swój pierwszy medal dla Urugwaju w historii igrzysk olimpijskich. 
Skład kadry piłkarskiej
José Leandro Andrade, Pedro Arispe, José Pedro Cea, Alfredo Ghierra, Andrés Mazali, José Nasazzi, José Naya, Pedro Petrone, Ángel Romano, Héctor Scarone, Humberto Tomassina, Santos Urdinarán, José Vidal, Alfredo Zibechi

### Szermierka
Urugwaj reprezentowało 6 szermierzy. Wszyscy reprezentanci Urugwaju odpadali w eliminacjach, a tym samym nie zdobyli żadnego medalu.
- Gilberto Tellechea

floret, indywidualnie – odpadł w eliminacjach
- Héctor Belo

szpada, indywidualnie – odpadł w eliminacjach
szpada, drużynowo – odpadł w eliminacjach
szabla, indywidualnie – odpadł w eliminacjach
szabla, drużynowo – odpadł w eliminacjach
- Conrado Rolando

szpada, indywidualnie – odpadł w eliminacjach
szpada, drużynowo – odpadł w eliminacjach
szabla, indywidualnie – odpadł w eliminacjach
szabla, drużynowo – odpadł w eliminacjach
- Domingo Mendy

floret, indywidualnie – odpadł w eliminacjach
szpada, indywidualnie – odpadł w eliminacjach
szpada, drużynowo – odpadł w eliminacjach
szabla, indywidualnie – odpadł w eliminacjach
szabla, drużynowo – odpadł w eliminacjach
- Santos Ferreira

szpada, indywidualnie – odpadł w eliminacjach
szpada, drużynowo – odpadł w eliminacjach
szabla, drużynowo – odpadł w eliminacjach
- Pedro Mendy

floret, indywidualnie – odpadł w eliminacjach
szabla, indywidualnie – odpadł w eliminacjach
szabla, drużynowo – odpadł w eliminacjach

### Olimpijski Konkurs Sztuki i Literatury
W Olimpijskim Konkursie Literatury wystartował jeden Urugwajczyk – L.A. Fernandez. Nie został sklasyfikowany, a jego książka nosiła tytuł Greetings to the Olympians.